# Euherdmania vitrea
Euherdmania vitrea är en sjöpungsart som beskrevs av C.S. Millar 1961. Euherdmania vitrea ingår i släktet Euherdmania och familjen Euherdmanniidae. Inga underarter finns listade i Catalogue of Life.